# Dolcetto delle Langhe Monregalesi superiore
Le Dolcetto delle Langhe Monregalesi superiore  est un vin italien de la région Piémont doté d'une appellation DOC depuis le 6 juillet 1974. Seuls ont droit à la DOC les vins rouges récoltés à l'intérieur de l'aire de production définie par le décret. Les vignobles autorisés se situent en province de Coni dans les communes de Briaglia, Carrù, Castellino Tanaro, Marsaglia, Mondovì, Murazzano, Piozzo et Vicoforte.
Les vignobles se situent sur des pentes des nombreuses collines  au sud de Dogliani, proche du Tanaro et du vignoble du Dolcetto di Dogliani.
Le vin rouge du Dolcetto delle Langhe Monregalesi superiore répond à un cahier des charges plus exigeant que le Dolcetto delle Langhe Monregalesi, essentiellement en relation avec le titre alcoolique.

## Caractéristiques organoleptiques
- couleur : rouge rubis à tendance violacé
- odeur : délicat, caractéristique
- saveur : sèche, assez puissant, légèrement amer (amarognolo), acidité modérée

Le Dolcetto delle Langhe Monregalesi superiore  se déguste à une température de 15 – 17 °C et il se gardera 3 – 4 ans.

## Production
Province, saison, volume en hectolitres :
- pas de données disponible